# Alexios Komnenos (Sebastokrator)
Alexios Komnenos (mittelgriechisch Ἀλέξιος Κομνηνός; * um 1153; † nach 1192 auf dem Berg Papikion) war ein byzantinischer Prinz aus der Dynastie der Komnenen.

## Leben
Alexios Komnenos war ein illegitimer Sohn von Kaiser  Manuel I. aus einer inzestuösen Beziehung mit seiner Nichte Theodora Batatzina Komnena, Tochter von Theodoros Batatzes und Manuels Schwester Eudokia Komnena. Er war seit Sommer 1183 verheiratet mit Irene Komnena (* 1168), der unehelichen Tochter von Andronikos I. und Theodora Komnena. Vermutlich anlässlich dieser skandalträchtigen Hochzeit wurde Alexios von seinem Schwiegervater zum Sebastokrator erhoben, kurz bevor sein Halbbruder, der legitime Kaiser Alexios II., umgebracht wurde. Obwohl Andronikos I. zwei erwachsene Söhne hatte, galt Alexios als dessen präsumtiver Thronfolger.
Im Jahr 1184 zettelte Alexios Komnenos in Konstantinopel mit Unterstützung der beiden Sebastianos-Brüder eine Verschwörung gegen Andronikos I. an, der sich als brutaler Willkürherrscher verhasst gemacht hatte. Das Komplott wurde jedoch vorzeitig aufgedeckt; Alexios wurde geblendet und in der Burg Chele eingekerkert. Seine Komplizen wurden gehängt, einer seiner Bediensteten namens Mamalos starb im Hippodrom den Flammentod. Die Ehe mit Irene wurde aufgelöst, sie selbst ging in die Verbannung.
Unter Andronikos’ I. Nachfolger Isaak II. Angelos wurde Alexios Komnenos 1185 rehabilitiert und, möglicherweise zusammen mit dem gleichfalls geblendeten  Johannes Kantakuzenos, zum Kaisar ernannt. Zu einem nicht genau datierbaren Zeitpunkt zwischen 1186 und 1192 geriet er erneut unter Verdacht, diesmal gemeinsam mit dem Dux von Thessalonike, Andronikos Komnenos (ein Enkel von Nikephoros Bryennios und Anna Komnena), einen Putsch gegen den Kaiser zu planen. Alexios wurde in Drama festgenommen und – auf eigenen Wunsch – in ein Kloster auf dem Berg Papikion (bei Mosynopolis, heute zu Komotini) in den Rhodopen verbannt, wo er als Mönch Athanasios zu einem unbekannten Zeitpunkt nach 1192 starb.